# Rosalie Favell
Rosalie Favell, née en 1958 à Winnipeg, Manitoba, est une artiste canadienne d’origine métisse (cris et anglaise) aujourd’hui installée à Ottawa, Ontario. Photographe, elle utilise des techniques de collage numérique. Rosalie Favell crée des autoportraits soit à base de son effigie, soit à base d’images qui la représentent. Elle utilise souvent des photos d’archives de membres de sa famille ou des images de la culture populaire dans ses œuvres.

## Biographie

### Enfance
Rosalie Favell nait en 1958 d’un père métis, nommé Gerald et d’une mère de descendance écossaise et anglaise nommée Florence McFadyen. Elle grandit dans un foyer anglican où son héritage ancestral autochtone n’est pas ouvertement reconnu,. À 10 ans, elle reçoit son premier appareil photo. Plusieurs années plus tard elle suit un cours du soir en photographie et poursuit ensuite des études de photographie.

### Formation
Rosalie Favell obtient un baccalauréat en arts appliqués à l'université métropolitaine de Toronto en 1984, puis une maîtrise en beaux-arts de l'université du Nouveau-Mexique en 1998, et poursuit ses études doctorales (TSTD) en médiations culturelles à l’université Carleton en 2009. Vers la fin des années 1990, elle se retrouve sous la houlette de l’artiste queer Larry Glawson alors qu’elle s’apprête à mettre de côté son travail en photo documentaire pour se concentrer sur les manipulations de photos numériques.

### Participation à des organisations
Rosalie Favell se joint à l’association de photographes autochtones et inuits de Hamilton, en Ontario, la NIIPA. En 2000, elle participe à une exposition avec ce premier centre d’artiste autogéré, spécialisé en œuvres photographiques d’artistes autochtones au Canada. Elle est tour à tour membre du conseil du Floating Gallery Centre for Photography à Winnipeg et de l’Original Women’s Network : a Native Women’s Resource Centre, et travaille avec des groupes de femmes népalaises à Katmandou au Népal.

## Carrière

### Autoportrait
L’autoportrait figure pleinement dans l’œuvre de Rosalie Favell qui s’inspire souvent des traditions du portrait, employant parfois des compositions traditionnelles, parfois des portraits existants dans lesquels elle remplace le sujet historique par elle-même,. Par exemple, sa pièce The Artist in Her Museum : The Collector (L'artiste dans son musée : la collectionneuse) (2005) renvoie à l’œuvre The Artist in His Museum (L'artiste dans son musée) (1822), autoportrait de l’artiste Charles Wilson Peale exhibant sa collection. Dans l’œuvre de Rosalie Favell, elle remplace le portrait de l’artiste par le sien, et ses collections de spécimens par des photos de sa famille. Cette approche vise à questionner et à réécrire les pratiques coloniales de collection et d’exposition d’artéfacts. Par ses manipulations de photos, Rosalie Favell recontextualise des portraits en particulier, mais aussi la tradition de la portraiture en général, en y ajoutant son identité autochtone afin de créer un dialogue. L’artiste Barry Ace résume ainsi l’approche de Rosalie Favell : « Les images recueillies agissent comme aide-mémoire, déclenchant une remémoration personnelle et collective, alors que la pratique en photo numérique lui accorde un vaste tableau avec lequel exprimer visuellement la sexualité, l’identité, la famille, et elle-même.  ».

### Communauté autochtone
Rosalie Favell utilise également des photos documentaires afin de créer des œuvres qui lui permettent de façonner une image de la communauté autochtone à laquelle elle appartient. Les œuvres telles que Portraits in Blood, des années 1980, font usage de portraits d’artistes autochtones et d’amis afin d’exprimer son exploration de l’identité autochtone. Avec sa série Facing the Camera [Face à l’objectif] commencée en 2008, Rosalie Favell réalise des portraits dynamiques d’environ 450 artistes autochtones du monde entier, incluant Daphne Odjig, Greg Hill (en), Bear Witness du groupe A Tribe Called Red, Caroline Monnet, Heather Igloliorte, Kent Monkman, Mary Watt, Maree Clarke (en), Alex Janvier (en), et Mary Anne Barkhouse,. Les poses actives que l’artiste fait prendre à ses sujets à cette occasion, leur confèrent une force et questionnent les stéréotypes issus, en partie, de l’histoire du portrait des peuples des premières nations depuis une perspective coloniale,,.

### Projets collaboratifs
En 2017, Rosalie Favell organise un projet collaboratif intitulé Culture enveloppante qui inclut la collaboration d’artistes autochtones du Canada : Barry Ace (Anishinaabe-Odawa), Meryl McMaster (Cris), Adrian Stimson (Siksika-Blackfoot), et de l’Australie : Maree Clarke (Mutti Mutti, Yorta Yorta (en), Bunurong), Vicki West (Tasmanienne), Mitch Mahoney (Boon Wurrung, Paakantyi (en)), Molly Mahoney (Boon Wurrung, Barkindji), Kerri Clarke (Boon Wurrung) et Wade Mahoney (Barkindji),. Lors d’ateliers étalonnés sur quelques semaines, ces dix artistes ont créé une robe traditionnelle (en) siksika en cuir de bison et une grande cape à peau de phalanger. Les pièces, incises et peintes avec des motifs, témoignent d’actes de narration, de rétablissement et de construction communautaire,. Rosalie Favell est membre du collectif OO7 (Ottawa Ontario Seven), un groupe d’artistes autochtones qui inclut Ariel Smith, Barry Ace, Frank Shebageget, Leo Yerxa, Michael Belmore, Ron Noganosh et des « agents spéciaux » invités. Le groupe fournit un espace alternatif et expérimental pour les artistes autochtones d’Ottawa à diverses étapes de carrière.
En 2017, elle participe à l'Operation Nanook out of Rankin Inlet sur Hudson Bay avec les Rangers canadiens et expérimente les conditions de survie en milieu extrême. Elle contribue à une exposition photos sur le sujet en février 2020.

## Enseignement
Pendant sa carrière, Rosalie Favell enseigne plusieurs cours et ateliers, notamment à l’université du Manitoba, de 1998 à 1999 ; à l’Institute of American Indian Art de Santa Fe, de 1994 à 1995 ; à l’université Carleton et à l’université d’Ottawa. Depuis 2013, Rosalie Favell enseigne également la photo numérique à la Discovery University, un programme conjoint entre la Mission d’Ottawa et l’université d’Ottawa qui permet aux personnes à faible revenu d’accéder à des formations. De plus, elle participe à de nombreuses résidences d’artistes, entre autres au Centre des arts de Banff (en), et au Nigig Visiting Artist Residency à l'université de l'EADO, où elle présente en continu depuis 2008 sa série Facing the Camera qui consiste en des portraits des membres de la communauté artistique autochtone.

## Prix et distinctions
- 2003 : prix Lynch-Staunton du Conseil des arts du Canada[24][réf. à confirmer] ;
- 2004 : bourse Chalmers de recherche artistique du Conseil des arts de l'Ontario[5] ;
- 2012 : prix Karsh, pour l’ensemble de son œuvre[25],[26],[27] ;
- 2017 : prix Paul de Hueck et Norman Walford de réalisation professionnelle en photographie artistique, de la fondation des arts de l’Ontario[28].

## Expositions
Les œuvres de Rosalie Favell sont exposées dans les collections et les expositions de musées et galeries comme le Musée des beaux-arts du Canada, le Musée canadien de la photographie contemporaine, la Bibliothèque et Archives Canada, la Galerie d'art d'Ottawa, la galerie Karsh-Masson, Cube Gallery, le National Museum of the American Indian, et le Rockwell Museum of Western Art (en). Ses œuvres se retrouvent également dans Du courage dans le regard : Portraits d’artistes autochtones, une exposition du Musée canadien de la photographie contemporaine (Musée des beaux-arts du Canada) qui mettait au défi les représentations stéréotypées d’autochtones par le portrait. Ses portraits sont présentés à côté d’œuvres d’autres artistes autochtones comme KC Adams, Carl Beam (en), Dana Claxton, Thirza Cuthand (en), Kent Monkman, David Neel (en), Shelley Niro, Greg Staats, Jeff Thomas, et Bear Witness.
- 1998 : In Absentia. Halifax, NS : Mount Saint Vincent University Art Gallery[33].
- 2000 : Girl Guides boy Scouts : Navigating by our Grandmothers, Rosalie Favell and Arthur Renwick. Cahier no. 43. Montréal, Québec : Galerie B-312[34].
- 2010 : Hide : Skin as Material and Metaphor, Ash-Milby, Kathleen dir., The National Museum of the American Indian, New York[35].
- 2015 : Home Away from Home, Galerie d'art d'Ottawa, Ottawa, Canada.
- 2015 : Rosalie Favell (Re)Facing the Camera, MacKenzie Art Gallery, Regina, Canada[36].
- 2015 : Wax-Paper-Paint, Cube Gallery, Ottawa, Canada.
- 2016 : From and early age revisited (1994, 2016), Wanuskewin Heritage Park, Saskatchewan, Canada.
- 2016 : Paper / Papier, Cube Gallery, Ottawa, Canada.
- 2016 : Facing the Camera Toronto, Ada Slaight Gallery, Ontario College of Art & Design, Canada.
- 2018 : Àdisòkàmagan / Nous connaître un peu nous-mêmes / We’ll all become stories, Galerie d'art d'Ottawa, Ottawa, Canada[37].
- 2023 : Portraits of Desire, AGO’s J.S. McLean Centre for Indigenous + Canadian Art[38].
- 2024 : Sorties des rangs, les femmes artistes et la guerre, Musée canadien de l'histoire[39].
- 2025 : Rosalie Favell | Belonging (1982-2024)[40].

## Œuvres choisies
- 1994 : Living Evidence (Preuves vivantes) ;
- 1980 : Portraits in Blood (Portraits de sang) ;
- 1998 : Longing and Not Belonging (Le désir privé d’appartenance) ;
- 2005 : The Artist in Her Museum: The Collector (L’artiste dans son musée : la collectionneuse) ;
- 1999-2006 : Plain(s) Warrior Artist (Simple artiste guerrier des plaines) ;
- 2010 : Wish You Were Here (Si seulement tu y étais) ;
- 2008-en continu : Facing the Camera (Face à l’objectif).

### Articles
- (en) Melnyk, Doug, « Rosalie Favell », Vanguard (en),‎ septembre 1985, p. 36.
- (en) Butler, Sheila, « A Sense of Place : Photography in Manitoba. », Vanguard, vol. 16:2,‎ avril-mai 1987, p. 41.
- Février, Ève, « Speculum de Rosalie Favell », Esse,‎ automne 1994, p. 8-11.
- (en) Urbanowski, Greg, « Métis photographer bares her soul : polaroids reveal intimacy of relationship. », Prince Albert Daily Herald,‎ 20 janvier 1995, p. 9.
- (en) Rice, R et Ace, B, « Rosalie Favell : Longing and Not Belonging », CV Photo, no 53,‎ 2000, p. 23–30 (lire en ligne  [PDF]).
- (en) Beatty, Greg, « Exposed: Aesthetics of Aboriginal Erotic Art », Artichoke, vol. 34-6,‎ 2000.
- (en) Dahle, Sigrid, « Dynamic of Riel images examined by 10 artists », Winnipeg Free Press,‎ 2 février 2001.
- (en) Enright, Robert, « Legends of the fall », The Globe and Mail,‎ 12 mai 2001, p. 8.
- (en) Ace, Barry, « Rituals of Collecting and Transformation : The Artistic Journeys of Rosalie Favell », BlackFlash, vol. 24.3,‎ 2007.

### Ouvrages
- (en) Suzan Campbell, The American West : People, Places, and Ideas, Western Edge Press, juin 2001 (ISBN 9781889921136), p. 159.
- Michel Campeau, Autoportraits dans la photographie canadienne contemporaine [« Self-portraits in contemporary Canadian photography »], Québec, J'ai Vu, 2004, 111 p. (ISBN 2922763099).
- (en-CA) Henrietta Lidchi et Hulleah Tsinhnahjinnie, Native American Art Studies Association. Conference (2005 : Phoenix, Ariz.), Visual currencies : reflections on native photography, National Museums Scotland, 2009, 128 p. (ISBN 978-1-905267-12-5, lire en ligne).
- Nordicité, Québec, J'ai VU, 2010 (ISBN 978-2-922763-29-4).
- (en) Judith Parker, Bytown Museum, Musée Bytown, Festival X, Many guises : contemprary self-portraits (catalogue), Ottawa, Bytown Museum = Musée Bytown, 2010, 73 p. (ISBN 9780981286013 et 0981286011, OCLC 711754937, lire en ligne).